# Lá rơi trong thành phố
Lá rơi trong thành phố là tiểu thuyết đầu tay của tác giả Việt Nam Lê Xuân Khoa phát hành năm 2013.

## Nội dung
Củ Đậu là một chuyên viên Công nghệ Thông tin nhưng có đam mê âm nhạc từ nhỏ. Chính âm nhạc và những mối quan hệ xuất phát từ mạng internet đã mở ra những cuộc phiêu lưu trong cuộc sống rất đỗi bình dị của anh. Chúng là một chuỗi thăng trầm, va vấp dẫn anh đi tìm giá trị sống.

## Nhân vật
Củ Đậu
Một nhân viên văn phòng ngơ ngác giữa cuộc đời, ở trọ một mình trên một căn gác giữa Hà Nội. Anh tên thật là Trường Kỷ nhưng không thích nó vì nghe quá cũ kỹ. Anh chàng thích chơi guitar và tập viết bài hát.
Bọ Gậy
Bạn thân của Củ Đậu, cựu thành viên nhóm nhạc Rock, sau đó trở thành một cổ đông lớn của quán cà phê Mắc Kẹp. Anh là một nghệ sĩ nổi loạn luôn có xu hướng phát ngôn và hành động phá cách.
Học giả Nguyễn K Thuận
Nhà khoa học nổi tiếng và được mến mộ trên khắp cả nước. Ông có thời gian sống và làm việc tại nước ngoài trước khi trở về Việt Nam. Từ một cơ duyên công việc, ông đã trở thành bạn vong niên của Củ Đậu.
Hành Tây
Cô gái thích vẽ và thường thấy bức bối như cái cây cần nước. Sớm mồ côi cha mẹ nên cô rất tháo vát, độc lập, luôn hướng đến cuộc sống tự do, trải nghiệm.

## Xuất bản tại Việt Nam
Tác phẩm được Thaihabooks và Nhà xuất bản Văn Học phát hành tháng 7/2013.
Ngày 29/06/2013, buổi ra mắt tại Hà Nội với chủ đề "Chuyện về một thế hệ" đã thu hút sự chú ý của đông đảo công chúng. Cuốn tiểu thuyết ngay lập tức nhận được nhiều lời ca ngợi từ cả những người yêu văn chương lẫn giới chuyên môn và phê bình. Họ đánh giá cao cuốn sách vì nó có cả tính đương đại, mới mẻ lẫn chiều sâu tâm linh. Chỉ sau một tuần ra mắt, cuốn sách đã thành món hàng "nóng" được săn tìm và trở nên khan hiếm tại các hiệu sách trên phố Đinh Lễ, Hà Nội. Được đón nhận nồng nhiệt, Lê Xuân Khoa tiếp tục được mời giới thiệu sách tại 2 thành phố lớn là thành phố Hồ Chí Minh ngày 28/06/2013 trong chương trình "Một Hà Nội đương đại" và tại Đà Nẵng trong chương trình "Hành trình đi tìm tôi". 
Đây là một trường hợp hy hữu tại Việt Nam, khi một tác giả trẻ lần đầu tiên xuất bản đã gây được tiếng vang khắp cả nước.